# Taïp
 (février 2021).
Si vous disposez d'ouvrages ou d'articles de référence ou si vous connaissez des sites web de qualité traitant du thème abordé ici, merci de compléter l'article en donnant les références utiles à sa vérifiabilité et en les liant à la section « Notes et références ».
Le taïp ou taip (тайп) est l’organisation tribale ingouche et tchétchène, à rapprocher du concept de clan. Un taïp se définit en tant que regroupement territorial, par exemple Kharatchoi (haratchoi), « les gens habitant dans des grottes » (har signifie « grotte » en tchétchène). On[Qui ?] estime qu’il en existe environ 130, même si certaines sources[Qui ?] avancent un chiffre de 300.
L’appartenance d’un Tchétchène à un taïp et à un toukkhoum (regroupement de taïps) définit largement sa position sociale.

## Règles traditionnelles et caractéristiques
Malgré le grand nombre de taïps, on peut dégager quelques règles et particularités communes :
- tenue de terrains agricoles communs ;
- crime d'honneur, si l'honneur d'un des membres est bafoué, souvent appliqué en cas de meurtre, viol, de propos dénigrant un membre féminin de la famille, ou en cas d'homosexualité. Cela concerne aussi pour les femmes les relations hors-mariages, la perte de virginité, l'adoption de mœurs déviantes (appelé aussi scélérat) ayant déshonoré la famille. ;
- pas de limites à l'exogamie (mariages interdits entre membres du même clan) ;
- obligation d’entraide ;
- élection d’un chef ;
- élection d’un chef militaire en cas de guerre (appelé biachi, бячча) ;
- élection d’un conseil des anciens sans condition d’entrée particulière ;
- session de ce conseil ouverte à tous ;
- tous les membres du conseil sont égaux ;
- droit de destituer les représentants ;
- femmes représentées par les hommes de leur famille ;
- droit d’adopter des étrangers ;
- transfert de propriété du défunt au taïp ;
- chaque taïp a un nom dérivé du nom de l’ancêtre commun ;
- chaque taïp a un territoire défini et une montagne traditionnelle ;
- le taïp a un abri en cas de danger : une tour, un fort ou un abri naturel comme une grotte ;
- dans le passé, chacun avait sa divinité propre ;
- chaque taïp a ses propres fêtes, coutumes et traditions ;
- le taïp a son cimetière propre ;
- l’hospitalité est une valeur importante.

L’appartenance à un clan n’a pas de lien direct avec la religion puisque les deux confréries soufies présentes en Tchétchénie (Qadiriyya et Naqshbandiyya) peuvent très bien se retrouver au sein du même taïp, voire de la même famille.
Les valeurs principales du taïp sont la liberté individuelle, dans le cadre du respect de l’adat (lois coutumières) édictées par les Anciens, et l’égalité entre les membres (les dirigeants étant élus et révocables, ils ne sont pas considérés comme supérieurs et n’ont pas de privilèges particuliers). Ces deux valeurs se retrouvent dans la comparaison que font les Tchétchènes eux-mêmes avec le loup et sa meute, l’animal étant vu comme un symbole de force, de courage et de liberté.

## Évolution
Au milieu du XIXe siècle, on estime qu’il y avait 135 taïps, les trois quarts d’entre eux formant 9 toukkhoums, unions de clans basées sur une proximité géographique. De tous temps, la logique du clan a été vue comme supérieure à toute logique  extérieure, et l’organisation en taïps et toukkhoums, sans autorité centrale, se prête bien aux combats de type guérilla, comme le découvrent les tsars lorsqu’ils lancent la conquête du Caucase.
Avec l’industrialisation et l’urbanisation qui mélangent des gens d’origines différentes, les taïps ont eu tendance à disparaître. Mais au début des années 1990, la chute de l'URSS, les idées nationalistes et l’instabilité qu’a connu la république ont favorisé le retour de l’organisation clanique. Ce retour des taïps est parfois cité comme une des causes de l’échec de la consolidation de l’indépendance proclamée en 1991 en raison de son incompatibilité avec l’idée d’une autorité centrale forte.

## Liste de taïps
- Guhoi (Гухой);
- Toukkhoum Ovkhoi (Овхой);
  - Akkoi (Ӏаккой).
  - Barchkhoi (Барчхой),
  - Biltoi (Билтой),
  - Bonoi (Боной),
  - Jei (Жей (Жевой)),
  - Zogoi (ЗӀогой),
  - Kevoi (Кевой),
  - Karkhoi (Кхархой),
  - Nokkhoi(Нокхкхой),
  - Ovrshoi (Овршой),
  - Pkharchkhoi (Пхьарчхой),
  - Contaroi (ЦӀонтарой),
  - Chontoi (Чонтой),
  - Chungaroi (Чунгарой),
  - Chanti (ЧӀаьнтий),
  - Chkharoi (Чхьарой),
  - Shinroi (Шинрой),
  - Shirdi (Ширди),
- Toukkhoum Mialki (Мялкий);
- Toukkhoum Nokhchmakhkakhoï (Нохчмахкахой); 
  - Aleroï (Алерой);
  - Beltagoï (Белгатой);
  - Benoï (Беной);
  - Biltoï (Билтой);
  - Zandakoi (en) (Зандакъой);
  - Kurchaloi (Курчалой);
  - Tsentoroï ou Tsontaroï (Центорой/Цонтарой);
  - Elistanjkhoï (Элистанжхой);
  - Enganoï (Энганой);
  - Ersenoï (Эрсеной);
  - Gendaguenoï (Гендаргеной);
  - Gordaloï (Гордалой);
  - Gounoï ou Gounoï blanc (Гуной);
  - Kharachoï (Харачой);
  - Yalkhoï (Ялхой);
  - Khurkoï  (Хуркой).
- Toukkhoum Terloï (en) (Терлой);
  - Dechni (Дишни);
  - Tchinkhoï (en) (Чинхой).
- Toukkhoum Tchanti (Чантий); 
  - Tchanti (Чанти);
- Toukkhoum Tchebarloï (Чебарлой);
  - Rigakhoï (Ригахой);
  - Bouni (Буни);
- Toukkhoum Charoï (Шарой);
- Toukkhoum Chotoï (en) (Шотой); 
  - Varandoï (Варандой);
  - Chinnakhoï (Чиннахой);
  - Marchaloï (Маршалой);
  - Moulkoï (Мулкой);
  - Nachkhoï (Нашхой);
  - Pechkhoï (Пешхой);
  - Satoï (Сатой);
  - Tourkoï (Туркой);
  - Khindkhoï (Хиндхой);
  - Kalkhoï (Калхой);
  - Yalkhoroï (Ялхорой);
  - Zoumsoï (Зумсой);
  - Zourzakkhoï (Зурзакхой).
  - Makajoï (Макаджой)